# Kiss,Merry X'mas
「Kiss,Merry X'mas」（キス・メリー・クリスマス）は、中西圭三の14枚目のシングル。

## 解説
初のベスト・アルバム『SINGLES』の先行シングル。初のクリスマス・ソング。

## 収録曲
全曲作曲：中西圭三　編曲：小西貴雄
1. Kiss,Merry X'mas
  - 作詞：川村真澄
2. Naked Moon
  - 作詞：新野久美子
  - 露崎春女がゲストボーカルで参加。
3. Kiss,Merry X'mas（オリジナル・カラオケ）